# Rácz Zoltán (fizikus)
Rácz Zoltán (Dunaharaszti, 1946. december 6. –) Széchenyi-díjas magyar fizikus, a Magyar Tudományos Akadémia rendes tagja. Kutatási területe a statisztikus fizika, ezen belül a nemegyensúlyi rendszerekben végbemenő instabilitások és azok jellemzése. Ennek kapcsán kidolgozta a nemlineáris reakció skálaelméletét, valamint bevezette a növekvő struktúrák felületének jellemzésénél az aktív zóna fogalmát.

## Életpályája
1965-ben kezdte meg egyetemi tanulmányait a Leningrádi Állami Tudományegyetem Természettudományi Kar fizikus szakán, ahol 1971-ben szerzett fizikusdiplomát. Ezt követően az Eötvös Loránd Tudományegyetem Természettudományi Kar elméleti fizikai kutatócsoportjánál kapott állást, emellett 1973-ban védte meg egyetemi doktori disszertációját. 1975 és 1980 között tudományos munkatársként, 1980 és 1989 között tudományos főmunkatársként, 1989-től tudományos tanácsadóként dolgozott. 2004-ben kutatóprofesszori megbízást kapott. Magyarországi állása mellett számos helyen volt külföldön vendégkutató: McMaster Egyetem (Hamilton, Kanada; 1973–1975, 1978–1980), La Sapienza Egyetem, Róma (1982), Simon Fraser Egyetem (1983–1986, 1990–1991, több alkalommal), University of British Columbia (1989–1990), Virginiai Műszaki Egyetem (1992–1994), Oxfordi Egyetem (1997–1998), Université de Paris-Sud (2001–2003, több alkalommal).
1977-ben védte meg a fizikai tudomány kandidátusi, 1989-ben akadémiai doktori értekezését. Az MTA Statisztikus Fizikai bizottságának lett tagja, később titkára. 2004-ben a Magyar Tudományos Akadémia levelező, 2010-ben rendes tagjává választották. 1997 és 2000 között Széchenyi professzori ösztöndíjjal kutatott. 2004 és 2007 között a Fluctuation and Noise Letters című folyóirat szerkesztője, 2005 és 2008 között a Europhysics Letters társszerkesztője volt. Ezenkívül 1987 és 1989 között a Middle-European Cooperation in Statistical Physics (Statisztikus Fizikai Közép-erurópai Együttműködés) szervezőbizottságának tagja volt. Több mint száztíz tudományos publikáció szerzője vagy társszerzője. Publikációit magyar és angol nyelven adja közre.

## Díjai, elismerései
- Novobátzky Károly-díj (1977)
- MTA Fizikai díj (1988)
- Akadémiai Díj (1990)
- Széchenyi-díj (2015)

## Főbb publikációi
- On the nature of the fourth sound (1973)
- On the difference between linear and nonlinear critical slowing down (1975)
- Nonlinear relaxation near the critical point: Molecular-field and scaling theory (1976)
- Linear and nonlinear critical slowing down in the kinetic Ising model (társszerző, 1976)
- Scaling theory of nonlinear critical relaxation (társszerző, 1976)
- Phase boundary of Ising antiferromagnets near H=Hc and T=0: Results from hard-core lattice-gas calculations (1980)
- Diffusion-controlled deposition: Cluster statistics and scaling (Vicsek Tamással, 1983)
- The active zone of growing clusters: Diffusion-limited aggregation and the Eden model (társszerző, 1984)
- Diffusion-controlled annihilation in the presence of particle sources: Exact results in one dimension (1985)
- Dynamic scaling and the surface structure of Eden clusters (társszerző, 1985)
- Time-reversal invariance and universality of two-dimensional growth models (társszerző, 1987)
- Properties of the reaction front in an A+B->C type reaction-diffusion process (Gálfi Lászlóval, 1988)
- Scaling properties of driven interfaces: Symmetries, conservation laws and the role of constraints (társszerző, 1991)
- Width Distribution for Random-walk Interfaces (társszerző, 1994)
- Nonequilibrium Steady State in a Quantum System: One-dimensional Transverse Ising Model with Energy Current (társszerző, 1997)
- Derivation of the Matalon-Packter law for Liesegang patterns (társszerző, 1998)
- Formation of Liesegang Patterns: A Spinodal Decomposition Scenario (társszerző, 1999)
- 1/f noise and extreme value statistics (társszerző, 2001)
- Roughness distributions for 1/f^alpha signals (társszerző, 2002)
- Maximal height statistics for 1/f^alpha signals (társszerző, 2007)
- Full Counting Statistics in a Propagating Quantum Front and Random Matrix Spectra (társszerző, 2013)